# 史蒂夫·夏波
史蒂芬·約瑟夫·夏波（英語：Steven Joseph Chabot；1953年1月22日—）是一名共和黨籍的美国政治家和律師，曾擔任聯邦眾議員。

## 生平
1953年出生在美国俄亥俄州辛辛那提，1975年进入威廉与玛丽学院学习历史，1978年进入北肯塔基州大学学习法律。1978年至1994年担任见习律师，1995年至2009年間亦為該選區之國會議員。自2011年起為美國眾議院俄亥俄州第一選區的議員至2023年。